# 奥瑟多尔弗
奥瑟多尔弗（德语：Ausserdorfer）是德语姓氏。著名人物包括：
- 安东·奥瑟多尔弗，奥地利牧师和植物收藏家
- 胡贝特·奥瑟多尔弗，奥地利雪橇运动员

|  | 本页或本分段罗列了姓氏为「奥瑟多尔弗」的人物。 如果是一个指代特定个人的内链将您引导到本页，請考慮修正該人物的名字以將链接指向正確的條目。 |